# Булавин, Николай Александрович
Николай Александрович Булавин (21 января 1931 года, село Сандата, Сальский район Северо-Кавказский край — 7 ноября 1987 года, станица Вёшенская, Шолоховский район, Ростовская область) — первый секретарь Вёшенского РК КПСС, первый директор Государственного музея-заповедника М. А. Шолохова. Почётный житель станицы Вёшенской (2009), почётный гражданин Шолоховского района (2012), награждён тремя Орденами Трудового Красного Знамени, двумя Орденами Знак Почёта.

## Биография
В 1951 году Николай Булавин окончил Зимовниковскую среднюю школу с «Золотой медалью» и поступил в Ростовский инженерно-строительный институт, но подвело зрение, поэтому перевелся в Азово-Черноморский сельскохозяйственный институт в 1952 году, который окончил в 1957 году. Николай Александрович работал агрономом в совхозе «Кружилинский» Вёшенского района Ростовской области, в 1962 году назначен его директором. В 1969 году избран председателем Вёшенского исполкома райсовета.
С 1970 по 1984 годы возглавлял партийную организацию района, ставшего одним из лучших в области.
Булавин Н. А. был делегатом XXVI-го съезда КПСС от Ростовской области, депутатом областного и районного Совета народных депутатов трудящихся, член обкома КПСС, член ревизионной комиссии областной партийной организации, избирался делегатом на партийные конференции.
У Николая Александровича Булавина сложились дружеские отношения с Михаилом Александровичем Шолоховым, который поддержал многие его инициативы и начинания по заботе о родном крае. После смерти писателя Булавин Н. А. стал одним из инициаторов создания Государственного музея-заповедника М. А. Шолохова и первым его директором (1984—1987). Обращаясь к своим единомышленникам, коллективу Государственного музея-заповедника М. А. Шолохова, Николай Александрович Булавин говорил:
Мы должны создать в своём роде уникальный литературно-мемориальный музей, где функционально будут объединяться жизнь и творчество писателя во времени и пространстве, где окружающая среда раскрывает творческую лабораторию писателя.
По словам Александра Михайловича Шолохова, внука М. А. Шолохова:
импульс, который был сообщён развитию музея Николаем Александровичем, мы в полной мере ощущаем сегодня.
За добросовестный труд, высокий профессионализм Булавин Николай Александрович был награждён тремя Орденами Трудового Красного Знамени, двумя Орденами Знак Почёта, медалями. В 2009 году присвоено звание «Почётный житель станицы Вёшенской». Звание «Почётный гражданин Шолоховского района» присвоено в 2012 году.

## Награды и звания
- Три Ордена Трудового Красного Знамени

- Два Ордена Знак Почёта

- Почётный житель станицы Вёшенской

- Почётный гражданин Шолоховского района